# Келер, Эрих
Эрих Келер, в некоторых источниках Эрих Кэлер (нем. Erich Kähler; 16 января 1906 — 31 мая 2000) — немецкий математик.

## Биография
Родился в Лейпциге в 1906 году, с 1924 года обучался в Лейпцигском университете. В 1928 году защитил диссертацию на степень Ph.D. После этого в разные годы он работал в Кёнигсбергском, Лейпцигском и Гамбургском университетах. В более поздние годы он также занимался философией, пытаясь объединить её с математикой.
В 1932 году, в работе Über eine bemerkenswerte Hermitesche Metrik, Келер ввёл определение того, что сегодня называют кэлеровой метрикой. Эта статья стала начальной точкой развития кэлеровой геометрии, идеи которой имеют фундаментальное значение для современной теории струн и для изучения пространства-времени. В 1934 году он опубликовал работу Einführung in die Theorie der Systeme von Differentialgleichungen, посвящёную особым решениям нелинейных аналитических дифференциальных систем (см. теорема Картана — Келера). Также он является создателем чисто алгебраической теории кэлеровых дифференциалов, которая нашла применения в алгебраической геометрии и алгебраической теории чисел.
К3-поверхности были названы в честь Куммера, Келера и Кодайры.